# Ribeirão (Pernambuco)
Ribeirão é um município brasileiro do estado de Pernambuco.

## Cronologia
- 19 de agosto de 1895 - Lei municipal de Gameleira cria o Distrito de Ribeirão.[5]
- 1 de julho de 1909 - Lei Estadual 911 eleva à categoria de Vila [5][6]
- 11 de setembro de 1928 - Elevação à categoria de cidade e criação do município.[5][7][8][9]
- 9 de dezembro de 1938 - Incorporação do distrito de Aripibu e mudança de nome do distrito de Caxangá para José Mariano.[5][10]
- 14 de fevereiro de 1945 - Criação da Comarca de segunda entrância de Ribeirão.[11]
- 26 de dezembro de 1958 - É criado o distrito de Estreliana, ex-povoado, e anexado ao município de Ribieirão pela Lei municipal nº 245.[5]
- 15 de outubro de 1969 - Extinção do distrito de Estreliana e incorporação de seu território ao distrito sede pela lei municipal nº 559.[5]